# Oskar Kwiatkowski
Oskar Kwiatkowski (ur. 25 kwietnia 1996 w Zakopanem) – polski snowboardzista, olimpijczyk, mistrz świata w gigancie równoległym z 2023.

## Kariera
Po raz pierwszy na arenie międzynarodowej pojawił się 7 stycznia 2012 roku w Kreischbergu, gdzie w zawodach FIS zajął 56. miejsce w gigancie równoległym (PGS). W 2013 roku wystąpił na Olimpijski Festiwal Młodzieży Europy w Predeal, gdzie zdobył srebrny medal w slalomie równoległym (PSL). Był też między innymi piąty w PSL podczas mistrzostw świata juniorów w Yabuli w 2015 roku.
W zawodach Pucharu Świata zadebiutował 13 grudnia 2013 roku w ośrodku Carezza, gdzie został jednak zdyskwalifikowany. Pierwsze pucharowe punkty wywalczył 12 grudnia 2015 roku w tym samym miejscu, zajmując 29. miejsce w gigancie równoległym. Na podium zawodów tego cyklu po raz pierwszy stanął 10 marca 2018 roku w Scuol, kończąc rywalizację w PGS na drugiej pozycji. W zawodach tych rozdzielił Tima Mastnaka ze Słowenii i Szwajcara Nevina Galmariniego. Najlepsze wyniki w Pucharze Świata w snowboardzie osiągnął w sezonie 2017/2018, kiedy to zajął 27. miejsce w klasyfikacji generalnej PAR. Trzykrotnie stał na podium w zawodach rangi Pucharu Świata. Dwukrotnie w szwajcarskiej miejscowości Scuol, a raz w słoweńskiej Rogli. 27 stycznia 2023  zwyciężył w zawodach rozegranych w Blue Mountain.
10 lutego 2016 uczestniczył w wypadku drogowym, w wyniku którego doznał pęknięcia kręgosłupa w dwóch miejscach, złamania siedmiu żeber i pęknięcia obręczy biodrowej. Studiował na Akademii Wychowania Fizycznego im. Bronisława Czecha w Krakowie.
W 2017 roku wystąpił na mistrzostwach świata w Sierra Nevada, zajmując 12. miejsce w slalomie równoległym i 20. miejsce w gigancie równoległym. Był też trzynasty w PGS podczas igrzysk olimpijskich w Pjongczangu w 2018 roku. W 2019 roku, na mistrzostwach świata w Park City zajął 10. miejsce w gigancie równoległym. Podczas mistrzostw świata w Bakuriani w 2023 zdobył złoty medal w gigancie równoległym.
W 2017 na uniwersjadzie w kazachskiej Almaacie Oskar Kwiatkowski zdobył srebrny medal.
Na mistrzostwach Polski w Suchem w 2017 roku został zdyskwalifikowany w slalomie równoległym, a w gigancie równoległym zajął drugie miejsce. Mistrz Polski z 2022 roku w slalomie i slalomie równoległym.
Po raz pierwszy w igrzyskach olimpijskich wystąpił w 2018 roku w południowokoreańskim Pjongczangu, Został wówczas sklasyfikowany na 13 pozycji. Po 4 latach w Pekinie zajął już miejsce w „pierwszej 10”, kiedy to ostatecznie uplasował się na 7 miejscu.

## Działalność pozasportowa
W wyborach samorządowych 14 kwietnia 2024 roku został wybrany radnym gminy Biały Dunajec.

## Osiągnięcia

### Igrzyska olimpijskie
| Miejsce | Dzień     | Rok  | Miejscowość | Konkurencja       | Zwycięzca       |
| ------- | --------- | ---- | ----------- | ----------------- | --------------- |
| 13.     | 24 lutego | 2018 | Pjongczang  | Gigant równoległy | Nevin Galmarini |
| 7.      | 9 lutego  | 2022 | Pekin       | Gigant równoległy | Benjamin Karl   |

### Mistrzostwa świata
| Miejsce | Dzień     | Rok  | Miejscowość   | Konkurencja                 | Zwycięzca                |
| ------- | --------- | ---- | ------------- | --------------------------- | ------------------------ |
| 12.     | 15 marca  | 2017 | Sierra Nevada | Slalom równoległy           | Andreas Prommegger       |
| 20.     | 16 marca  | 2017 | Sierra Nevada | Gigant równoległy           | Andreas Prommegger       |
| 10.     | 4 lutego  | 2019 | Park City     | Gigant równoległy           | Dmitrij Łoginow          |
| DNF     | 5 lutego  | 2019 | Park City     | Slalom równoległy           | Dmitrij Łoginow          |
| 11.     | 1 marca   | 2021 | Rogla         | Gigant równoległy           | Dmitrij Łoginow          |
| 7.      | 2 marca   | 2021 | Rogla         | Slalom równoległy           | Benjamin Karl            |
| 1.      | 19 lutego | 2023 | Bakuriani     | Gigant równoległy           | –                        |
| 15.     | 21 lutego | 2023 | Bakuriani     | Slalom równoległy           | Andreas Prommegger       |
| 8.      | 22 lutego | 2023 | Bakuriani     | Slalom równoległy drużynowo | Nadya Ochner Aaron March |

### Mistrzostwa świata juniorów
| Miejsce | Dzień    | Rok  | Miejscowość          | Konkurencja       | Zwycięzca            |
| ------- | -------- | ---- | -------------------- | ----------------- | -------------------- |
| 22.     | 24 marca | 2014 | Chiesa in Valmalenco | Gigant równoległy | Walerij Kolegow      |
| 12.     | 25 marca | 2014 | Chiesa in Valmalenco | Slalom równoległy | Dmitrij Tajmulin     |
| 12.     | 10 marca | 2015 | Yabuli               | Gigant równoległy | Lee Sang-ho          |
| 5.      | 11 marca | 2015 | Yabuli               | Slalom równoległy | Władisław Szkurichin |

### Uniwersjada
| Miejsce | Dzień       | Rok  | Miejscowość | Konkurencja       | Zwycięzca       |
| ------- | ----------- | ---- | ----------- | ----------------- | --------------- |
| 6.      | 30 stycznia | 2017 | Ałmaty      | Gigant równoległy | Bogdan Bogdanow |
| 2.      | 31 stycznia | 2017 | Ałmaty      | Slalom równoległy | Bogdan Bogdanow |
| 1.      | 19 marca    | 2019 | Krasnojarsk | Gigant równoległy | -               |

### Puchar Świata

#### Miejsca w klasyfikacji generalnej[12]
| Sezon     | Klasyfikacja generalna PAR | Gigant równoległy | Slalom równoległy |
| --------- | -------------------------- | ----------------- | ----------------- |
| 2014/2015 | 56.                        | 47.               | -                 |
| 2015/2016 | 43.                        | 41.               | 43.               |
| 2016/2017 | 42.                        | 38.               | 38.               |
| 2017/2018 | 27.                        | 21.               | 29.               |
| 2018/2019 | 27.                        | 24.               | 41.               |
| 2019/2020 | 18.                        | 12.               | 25.               |
| 2020/2021 | 18.                        | 8.                | 39.               |
| 2021/2022 | 17.                        | 13.               | 26.               |
| 2022/2023 | 5.                         | 3.                | 17.               |
| 2023/2024 | 17.                        | 15                | 19                |

Puchar Europy
- sezon 2012/2013: 92[14]

- sezon 2013/2014: 84[15]

- sezon 2014/2015: 33[16]

- sezon 2015/2016: 61[12]

- sezon 2016/2017: 31[17]

- sezon 2017/2018: 40[17]

- sezon 2018/2019: 30[18]

- sezon 2019/2020: -[19]
- sezon 2022/2023: 34[20]

### Zwycięstwa w zawodach indywidualnych Pucharu Świata chronologicznie
| Nr | Sezon     | Data             | Miejscowość   | Konkurencja       |
| -- | --------- | ---------------- | ------------- | ----------------- |
| 1. | 2022/2023 | 14 stycznia 2023 | Scuol         | Gigant równoległy |
| 2. | 2022/2023 | 27 stycznia 2023 | Blue Mountain | Gigant równoległy |

### Miejsca na podium w zawodach indywidualnych Pucharu Świata chronologicznie
| Nr | Sezon     | Data             | Miejscowość   | Konkurencja       | Miejsce |
| -- | --------- | ---------------- | ------------- | ----------------- | ------- |
| 1. | 2017/2018 | 10 marca 2018    | Scuol         | Gigant równoległy | 2.      |
| 2. | 2019/2020 | 11 stycznia 2020 | Scuol         | Gigant równoległy | 3.      |
| 3. | 2020/2021 | 6 marca 2021     | Rogla         | Gigant równoległy | 3.      |
| 4. | 2021/2022 | 16 marca 2022    | Rogla         | Gigant równoległy | 2.      |
| 5. | 2022/2023 | 14 stycznia 2023 | Scuol         | Gigant równoległy | 1.      |
| 6. | 2022/2023 | 26 stycznia 2023 | Blue Mountain | Gigant równoległy | 3.      |
| 7. | 2022/2023 | 27 stycznia 2023 | Blue Mountain | Gigant równoległy | 1.      |